# 어느날 갑자기 (텔레비전 프로그램)
어느날 갑자기는 매주 토요일 밤 9시 50분에 MBN에서 방송되었던 텔레비전 프로그램이다.

## 기획 의도
‘2016년’ 삶에 지친 사람들에게 ‘희망’과 ‘용기’를 줄 수 있는 재연드라마

## 방송 회차

### 2016년
| 회차 | 방송일    | 부제                                                  |
| ---- | --------- | ----------------------------------------------------- |
| 1회  | 4월 21일  | 절체절명의 위기 속 절망을 희망으로 바꾼 사람들!       |
| 2회  | 4월 28일  | 어둠 속의 사투                                        |
| 3회  | 7월 28일  | 한 여름 밤의 악몽                                     |
| 4회  | 8월 4일   | 협박범과의 인터뷰                                     |
| 5회  | 8월 11일  | 바다의 두 얼굴                                        |
| 6회  | 8월 18일  | 분노의 질주                                           |
| 7회  | 11월 12일 | 1. 신림동, 그들이 사는 세상 2. 18분 아버지의 시간     |
| 8회  | 11월 19일 | 1. 5분, 골든타임을 사수하라 2. 24시간, 목숨을 건 산행 |
| 9회  | 12월 17일 | 1. 우리가 사랑할 시간 2. 바다로 간 마도로스           |
| 10회 | 12월 24일 | 1. 내 집에서 생긴 일 2. 단 하나의 소원                |
| 11회 | 12월 31일 | 1. 아버지의 무게 2. 죽도록 잡고 싶은 그놈             |

### 2017년
| 회차 | 방송일   | 부제                                                 |
| ---- | -------- | ---------------------------------------------------- |
| 12회 | 1월 7일  | 1. 공포 택시, 마지막 손님 2. 폭주 버스, 4분간의 질주 |
| 13회 | 1월 14일 | 1. 장례식장의 불청객 2. 총성 속 전쟁 같은 25분       |
| 14회 | 1월 21일 | 1. 방범창, 그 사나이 2. 강도가 된 아빠               |
| 15회 | 1월 28일 | 1. 아들의 시간 2. 그 놈 목소리                       |
| 16회 | 2월 4일  | 1. 어둠의 목격자 2. 넘버 3                           |
| 17회 | 2월 11일 | 1. 이웃이 되는 방법 2. 19년 만의 귀향                |
| 18회 | 2월 18일 | 1. 지갑 속 그놈 2. 두 남자 이야기                    |
| 19회 | 2월 25일 | 1. 기적의 노크 2. 하얀 장화 사나이                   |
| 20회 | 3월 5일  | 1. 네 발의 총성 단대오거리 총격전 2. 운명의 149시간  |
| 21회 | 3월 12일 | 1. 골든타임 2분간의 사투 2. 제보자                   |